# 말버러 공작

말버러 공작의 문장

말버러 공작(Duke of Marlborough)은 잉글랜드 귀족 작위 중 하나이다. 1702년에 앤 여왕이 제1대 말버러 백작 존 처칠을 공작으로 승격시켜 줌으로써 시작된 작위이다. 영지는 윌트셔의 말버러이다.

## 계보
- 제1대 말버러 공작 존 처칠(1650 - 1722): 군인, 정치인
  - 블랜드퍼드 후작 존 처칠(1686 - 1703): 제1대 말버러 공작의 장남. 미혼인 채로 사망.
  - 선덜랜드 백작부인 앤 스펜서(1683 - 1716): 제1대 말버러 백작의 차녀.
- 제2대 말버러 공작부인 헨리에타 고돌핀(1681 - 1733): 제1대 말버러 백작의 장녀. 1706년 의원입법으로 작위 계승.
  - 블랜드퍼드 후작 윌리엄 고돌핀(1700 - 1731): 제2대 말버러 백작부인의 장남. 어머니보다 먼저 사망.
- 제3대 말버러 공작 찰스 스펜서(1706 - 1758): 선덜랜드 백작부인의 차남.
- 제4대 말버러 공작 조지 스펜서(1739 - 1817): 제3대 말버러 공작의 장남.
- 제5대 말버러 공작 조지 스펜서처칠(1766 - 1840): 제4대 말버러 공작의 장남.
- 제6대 말버러 공작 조지 스펜서처칠(1793 - 1857): 제5대 말버러 공작의 장남.
- 제7대 말버러 공작 존 스펜서처칠(1822 - 1883): 제6대 말버러 공작의 장남, 윈스턴 처칠의 친조부.
- 제8대 말버러 공작 조지 스펜서처칠(1844 - 1892): 제7대 말버러 공작의 장남.
- 제9대 말버러 공작 찰스 스펜서처칠(1871 - 1934): 제8대 말버러 공작의 독자.
- 제10대 말버러 공작 존 스펜서처칠(1897 - 1972): 제9대 말버러 공작의 장남.
- 제11대 말버러 공작 존 스펜서처칠(1926 - 2014): 제10대 말버러 공작의 장남.
- 제12대 말보로 공작 제임스 스펜서처칠(1955 - ): 제11대 말버러 공작의 차남.